# Bob Vousden
Bob Vousden (18 augustus 1936 – 16 juli 2023) was een Engelse voetballer die bij voorkeur als centrumspits speelde.

## Loopbaan
Vousden kwam in zijn geboorteland laatstelijk uit voor een Londense amateurclub. Als dienstplichtig militair, gestationeerd in Duitsland nabij de Nederlandse grens, kwam hij in 1964 in beeld bij VVV. Na afloop van zijn dienstplicht vestigde Vousden zich in Venlo waar hij een baan vond als chauffeur. Op 29 augustus 1965 maakte hij namens VVV zijn competitiedebuut in het thuisduel tegen RBC (4-2) en scoorde daarin direct een doelpunt.
Na afloop van het seizoen 1966/67 verliet hij de club voor de amateurs van RKSV Venlo. Hij overleed in 2023 op 86-jarige leeftijd.

## Profstatistieken
| Seizoen         | Club            | Competitie      | Competitie | Competitie | Beker | Beker | Overige | Overige | Totaal | Totaal |
| Seizoen         | Club            | Competitie      | Wed.       | Dlp.       | Wed.  | Dlp.  | Wed.    | Dlp.    | Wed.   | Dlp.   |
| --------------- | --------------- | --------------- | ---------- | ---------- | ----- | ----- | ------- | ------- | ------ | ------ |
| 1964/65         | VVV             | Eerste divisie  | 0          | 0          | 0     | 0     | —       | —       | 0      | 0      |
| 1965/66         | VVV             | Eerste divisie  | 15         | 4          | 1     | 0     | —       | —       | 16     | 4      |
| 1966/67         | FC VVV          | Tweede divisie  | 1          | 0          | —     | —     | —       | —       | 1      | 0      |
| Carrière totaal | Carrière totaal | Carrière totaal | 16         | 4          | 1     | 0     | 0       | 0       | 17     | 4      |